# Cetárea
Una cetárea es tradicionalmente un vivero dedicado a los seres vivos marinos, situado en comunicación con el mar, transfiriendo el agua del mar, purificada a sus instalaciones, de forma constante, en el que se crían crustáceos destinados al consumo. Los crustáceos marinos son una clase de artrópodos de respiración branquial, cubiertos generalmente de un caparazón duro o flexible y con dos pares de antenas.

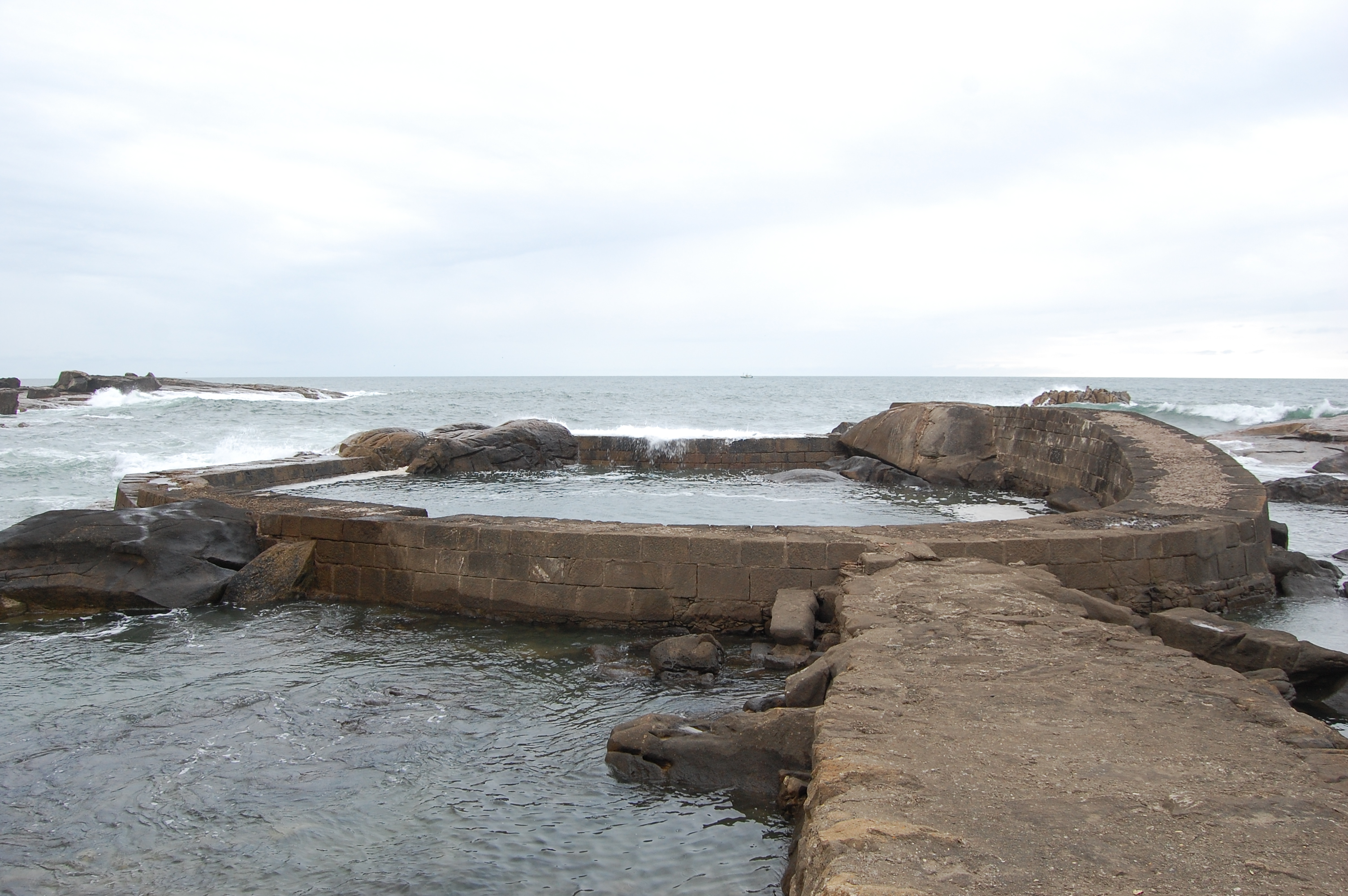
Una cetárea cerca de La Guardia

Dentro de la cetárea, unas de las especies más abundantes es el bogavante europeo, azul violáceo o verdoso, que se captura en las costas atlánticas, en Gran Bretaña y en Noruega, aunque si hablamos de una cetárea gallega, solo almacena y cuida el recogido en sus costas.[cita requerida]
El bogavante gallego tiene diez patas; de él se aprovecha todo el cuerpo, el primer par de patas posee unas pinzas poderosas y muy carnosas. Es muy apreciado en la cocina española, por su sabor y su tremendo gusto a mar. Su cuerpo está protegido por un caparazón grueso y su abdomen presenta siete anillos. La carne es blanca, consistente, sabrosa y en el tórax guarda una parte cremosa llamada coral. 
Las cetáreas lo proporcionan bien vivo o cocido en agua de mar.
La palabra cetárea viene del latín (cetaria), que significa lugar de crecimiento.